# 종합유선방송사업자
종합유선방송사업자는 대한민국의 유선 방송을 영위하는 사업자를 말한다.

## 딜라이브
- 강남방송 - 강남구
- 강동방송 - 강동구
- 구로금천방송 - 구로구, 금천구
- 노원방송 - 노원구
- 동서울방송 - 광진구, 성동구
- 마포방송 - 마포구
- 북부방송 - 성북구
- 서서울방송 - 서대문구
- 송파방송 - 송파구
- 용산방송 - 용산구
- 중랑방송 - 중랑구
- 중앙방송 - 중구 (서울특별시), 종로구
- 경기방송 - 고양시, 파주시
- 경기동부방송 - 광주시
- 경동방송 - 구리시, 남양주시, 하남시, 가평군, 양평군, 여주시
- 우리방송 - 의정부시, 양주시, 동두천시, 포천시, 연천군

## SK브로드밴드
- 종로중구방송 - 종로구, 중구 (서울특별시)
- 서대문방송 - 서대문구
- 광진성동방송 - 광진구, 성동구
- 동대문방송 - 동대문구
- 도봉강북방송 - 도봉구, 강북구
- 노원방송 - 노원구
- 강서방송 - 강서구 (서울특별시)
- 서부산방송 - 서구 (부산광역시), 사하구
- 동남방송 - 남구 (부산광역시), 수영구
- 낙동방송 - 강서구 (부산광역시), 북구 (부산광역시), 사상구
- 대구방송 - 중구 (대구광역시), 남구 (대구광역시)
- 대경방송 - 서구 (대구광역시)
- TCN방송 - 달성군, 달서구
- 서해방송 - 중구 (인천광역시), 동구 (인천광역시), 웅진군, 강화군
- 남동방송 - 남동구
- 새롬방송 - 서구 (인천광역시)
- 수원방송 - 수원시, 오산시, 화성시
- ABC방송 - 과천시, 의왕시, 군포시, 안양시
- 한빛방송 - 광명시, 안산시, 시흥시
- 기남방송 - 용인시, 평택시, 이천시, 안성시
- 중부방송 - 천안시, 아산시
- 세종방송 - 세종특별자치시
- 전주방송 - 전주시, 완주군, 무주군, 진안군, 장수군

## LG헬로비전
- 양천방송 - 양천구
- 은평방송 - 은평구
- 중부산방송 - 중구 (부산광역시), 동구 (부산광역시), 영도구
- 해운대기장방송 - 해운대구, 기장군
- 금정방송 - 금정구
- 중앙방송 - 진구
- 대구수성방송 - 수성구
- 대구동부방송 - 동구 (대구광역시)
- 북인천방송 - 계양구, 부평구
- 부천김포방송 - 부천시, 김포시
- 나라방송 - 의정부시, 양주시, 동두천시, 포천시, 연천군
- LG헬로비전 전북방송 - 김제시, 정읍시, 남원시, 고창군, 부안군, 임실군, 순창군
- 강원방송 - 춘천시, 홍천군, 철원군, 화천군, 양구군, 인제군
- 영서방송 - 원주시, 횡성군, 영월군, 평창군, 정선군
- 영동방송 - 강릉시, 동해시, 속초시, 태백시, 삼척시, 양양군, 고성군 (강원특별자치도)
- 충남방송 - 당진시, 서산시, 태안군, 홍성군, 예산군, 청양군
- 아라방송 - 여수시, 순천시, 광양시, 고흥군
- 호남방송 - 목포시, 신안군, 무안군, 영암군, 진도군, 장흥군, 강진군, 완도군, 해남군
- 신라방송 - 경주시, 영천군, 경산시, 청도군
- 영남방송 - 안동시, 영주시, 예천군, 의성군, 봉화군, 문경시, 청송군, 영양군
- 경남방송, 마산방송, 하나방송 - 창원시, 함안군, 의령군, 통영시, 거제시, 고성군
- 가야방송 - 김해시, 밀양시, 양산시, 창녕군, 합천군, 거창군

## CMB
- 동대문방송 - 동대문구
- 영등포방송 - 영등포구
- 대구수성방송 - 수성구
- 대구동부방송 - 동구 (대구광역시)
- 광주방송 - 남구 (광주광역시), 서구 (광주광역시), 광산구
- 광주동부방송 - 동구 (광주광역시), 북구 (광주광역시)
- 전남방송 -  나주시, 화순군, 보성군, 장성군, 영광군, 함평군, 곡성군, 구례군, 담양군
- 대전방송 - 중구 (대전광역시), 서구 (대전광역시), 유성구
- 동대전방송 - 동구 (대전광역시), 대덕구
- 충청방송 - 공주시, 논산시, 보령시, 부여군, 금산군, 서천군, 계룡시
- 세종방송 - 세종특별자치시

## HCN
- 동작방송 - 동작구
- 관악방송 - 관악구
- 서초방송 - 서초구
- 부산방송 - 동래구, 연제구
- 금호방송 - 북구 (대구광역시), 군위군
- 충북방송 - 청주시, 옥천군, 청원군, 영동군, 보은군
- 경북방송 - 포항시, 울릉군, 영덕군, 울진군
- 새로넷방송 - 구미시, 김천시, 상주시, 칠곡군, 성주군, 고령군

## 기타
- 푸른방송 - 달성군, 달서구
- 광주방송 - 동구 (광주광역시), 북구 (광주광역시)
- 제주방송 - 제주특별자치도
- 남인천방송 - 미추홀구, 연수구
- JCN울산중앙방송 - 울산광역시
- 아름방송네트워크 - 성남시
- CCS충북방송 - 충주시, 제천시, 단양군, 괴산군, 진천군, 음성군, 증평군
- 금강방송 - 익산시, 군산시
- 서경방송 - 진주시, 사천시, 남해군, 하동군, 산청군, 함양군